# 대한민국 형사소송법 제241조
대한민국 형사소송법 제241조는 피의자신문에 대한 형사소송법의 조문이다.

## 조문
제241조(피의자신문) 검사 또는 사법경찰관이 피의자를 신문함에는 먼저 그 성명, 연령, 등록기준지, 주거와 직업을 물어 피의자임에 틀림없음을 확인하여야 한다. <개정 2007.5.17>

## 참고 문헌
- 손동권 신이철, 새로운 형사소송법(초판, 2013), 세창, 2013. ISBN 9788984114081

## 같이 보기
- 피의자신문